# Голден-Веллі (округ, Монтана)
Шаблон:StateAbbr_ 46°23′ пн. ш. 109°10′ зх. д. / 46.38° пн. ш. 109.17° зх. д.
Голден-Веллі (англ. Golden Valley County) — округ (графство) у штаті Монтана, США. Ідентифікатор округу 30037.

## Історія
Округ утворений 1920 року.

## Демографія
За даними перепису
2000 року
загальне населення округу становило 1042 осіб, усе сільське.
Серед мешканців округу чоловіків було 539, а жінок — 503. В окрузі було 365 домогосподарств, 263 родин, які мешкали в 450 будинках.
Середній розмір родини становив 2,85.
Віковий розподіл населення поданий у таблиці:
| Стать    | До 15 років | 15-21 | 22-29 | 30-39 | 40-49 | 50-65 | 65-85 | Понад 85 |
| -------- | ----------- | ----- | ----- | ----- | ----- | ----- | ----- | -------- |
| Чоловіки | 125         | 52    | 24    | 57    | 97    | 97    | 80    | 7        |
| Жінки    | 104         | 41    | 30    | 63    | 83    | 97    | 79    | 6        |

## Суміжні округи
- Фергус — північ
- Масселшелл — схід
- Єллоустоун — південний схід
- Стіллвотер — південь
- Світ-Грасс — південний захід
- Вітленд — захід

## Виноски
1. ↑  US Decennial Census. US Census Bureau. Архів оригіналу за 19 липня 2018. Процитовано 28 листопада 2014.
2. ↑  Historical Census Browser. University of Virginia Library. Архів оригіналу за 11 серпня 2012. Процитовано 28 листопада 2014.
3. ↑  Population of Counties by Decennial Census: 1900 to 1990. US Census Bureau. Архів оригіналу за 22 вересня 2018. Процитовано 28 листопада 2014.
4. ↑  Census 2000 PHC-T-4. Ranking Tables for Counties: 1990 and 2000 (PDF). US Census Bureau. Архів оригіналу (PDF) за 18 грудня 2014. Процитовано 28 листопада 2014.
5. ↑  State & County QuickFacts. US Census Bureau. Архів оригіналу за 6 червня 2011. Процитовано 15 вересня 2013.(англ.) Наведено за англійською вікіпедією.
6. ↑  American FactFinder. Бюро перепису населення США. Архів оригіналу за 26 лютого 2012. Процитовано 31 січня 2008.

| США | Це незавершена стаття з географії США. Ви можете допомогти проєкту, виправивши або дописавши її. |